# Колычёв, Иван Семёнович Пупок
Иван Семёнович Колычов по прозвищу Пупок
– московский дворянин и воевода на службе у Московского князя Василия III.
Дворянин из знатного боярского рода Колычевых. Старший из семерых сыновей Семёна Андреевича Колычева.  Имел троих сыновей – Фёдора, Гавриила и Василия.
В 1495 году упоминается как помещик в Новгородской земле. В июне 1513 года водил сторожевой полк из Великих Лук к Полоцку, после чего передал командование князю И. А. Буйносу-Ростовскому, оставшись в нём вторым воеводой. В июне 1514 года с полком левой руки стоял Великих Луках, откуда повёл его к Орше. Во время Оршанской битвы, в которой русская армия потерпела серьезное поражение, попал в плен. В 1531/32 годах наместничал в Галиче Костромском.